# Qwen

Logo da Qwen 2.5

Qwen (também chamado Tongyi Qianwen, chinês: 通义千问) é uma família de grandes modelos de linguagem desenvolvidos pela empresa chinesa Alibaba Cloud. Em julho de 2024, foi classificado como o principal modelo de linguagem chinesa em alguns benchmarks e o terceiro globalmente atrás dos principais modelos da Anthropic e OpenAI.
A Qwen 2.5 é uma inteligência artificial criada pela Alibaba. Segundo informações divulgadas no anúncio da Alibaba Cloud no WeChat, a versão aprimorada Qwen 2.5 Max alcançou pontuações mais altas do que o Llama, da Meta, e o modelo V3 da startup chinesa de inteligência artificial DeepSeek em diversos testes.
Essa ia foi treinada com cerca de 18 trilhões de tokens e foi treinada em diversas línguas, conseguindo conversar de forma natural para o falante nativo do idioma, essa ia consegue criar imagens, vídeos, códigos, ler documentos, fazer resumos, criar textos e possui uma função para simular um pensamento humano.
A Qwen é uma IA gratuita, que comparando com as outras no mercado é uma surpresa não ter um preço alto, mesmo sendo uma ia chinesa, a Qwen 2.5-MAX foi desenvolvida para atender usuários de todo o mundo, com uma interface familiar e simples de aprender a usar, com funcionalidades adaptadas às necessidades internacionais.

## Modelos da Qwen
O atual modelo da Qwen ia é a Qwen 3, uma versão atualizada de seu principal modelo de inteligência artificial, que introduz novos recursos de raciocínio híbrido. 